# Miccolamia tuberculata
Miccolamia tuberculata là một loài bọ cánh cứng trong họ Cerambycidae.